# Slovenia International 1964
Die Slovenia International 1964 fanden in Ljubljana statt. Es war die zweite Austragung der internationalen Meisterschaften von Slowenien im Badminton.

## Titelträger
| Disziplin    | Sieger                      |
| ------------ | --------------------------- |
| Herreneinzel | Tomaž Pavčič                |
| Dameneinzel  | Mariča Amf                  |
| Herrendoppel | Oki Drinovec Jani Drinovec  |
| Damendoppel  | Mariča Amf Meta Bogel       |
| Mixed        | Helmut Kraule Breda Križman |